# Gustaf Crispin Jernfeltz
Gustaf Crispin Jernfeltz, född 27 augusti 1718 på Gäddeholm i Irsta socken, Västmanlands län, död 25 september 1767 i Lojo socken, Nylands och Tavastehus län, var en svensk militär. Han var far till Nils Fredrik Jernfeltz.
Gustaf Crispin Jernfeltz var son till major Crispin Jernfeltz och Märta Charlotta Fägerskiöld. Han blev student vid Uppsala universitet 1730, volontär vid Livregementet till häst 1732, korpral där 1734, kvartermästare 1741 och adjutant samma år. Jernfeltz blev kornett 1742, löjtnant 1744, ryttmästare 1749 och överstelöjtnant vid adelsfanan 1750. Han blev chef för Nylands dragonregemente 1762. Jernfeltz deltog i fälttågen i Västerbotten och Finland under hattarnas ryska krig. Han blev 1757 riddare av Svärdsorden.